# استریکس: راز معجون جادویی
استریکس: راز معجون جادویی (فرانسوی: Astérix: Le Secret de la Potion Magique‎) یک فیلم پویانمایی رایانه‌ای در ژانر خانوادگی، کمدی و ماجراجویی فرانسوی آمریکایی به کارگردانی لوئیس کلیشی و الکساندر استیه است که در سال ۲۰۱۸ منتشر شد.
این فیلم در ۵ دسامبر ۲۰۱۸ در فرانسه اکران شد. آیکون پروداکشنز توزیع این فیلم را با دوبلهٔ انگلیسی‌اش، از ۳۰ مه ۲۰۱۹ در استرالیا آغاز کرد.